# Manuel Camacho Quesada
Manuel Camacho Manrique de Lara y García de Quesada (Santafe de Bogotá, 4 de junio de 1775 - ibídem, 28 de septiembre de 1834) fue un abogado y político colombiano. 
Fue considerado prócer de Colombia. Ocupó la presidencia de Cundinamarca del 26 de noviembre de 1812 al 14 de diciembre de 1812 como integrante de la Junta de Gobierno designada por el general Antonio Nariño para que dirigiera a Cundinamarca en su ausencia.

## Biografía
Fue el segundo de cuatro hermanos del hogar formado por Nicolás Camacho Manrique de Lara y Ballesteros y María Isabel García de Quesada Grillo. 
Colegial de San Bartolomé. Abogado de la Universidad Tomística en 1803. Fue rector de la clase de latín del mismo instituto por nueve años. Su carrera la ejerció también en Cuba. 

### Carrera política temprana
Senador del Colegio Constituyente de Cundinamarca de 1811. Fue levantado en su contra un juicio de residencia en el que fueron involucrados presidente Lozano y el vicepresidente José María Domínguez Del Castillo. Este tuvo lugar el 4 de enero de 1812 y dictó sentencia absolutoria el 7 de febrero siguiente.

### Presidente de Cundinamarca
Asumió la Presidencia del estado de Cundinamarca por ausencia temporal del titular como miembro de la Junta de Gobierno.

### Últimos años
Miembro del Tribunal de vigilancia y Seguridad Pública de 1813. En 1829 fue nombrado por Simón Bolívar como integrante de la Comisión encargada de presentar un proyecto de Código Civil y Criminal a la Asamblea Constituyente.